# 토드 인 더 홀
토드 인 더 홀(Toad in the hole)은 소시지를 요크셔 푸딩 반죽에 넣어 만든 영국의 전통 요리로, 주로 양파 육즙과 채소를 곁들여 제공된다. 역사적으로 이 요리는 럼프 스테이크와 양의 신장 같은 다른 고기를 사용해서도 만들어졌다.

## 역사

### 18세기 기원
반죽 푸딩은 18세기 초에 인기를 얻었다. 요리 작가 제니퍼 스테드(Jennifer Stead)는 18세기 중반의 토드 인 더 홀과 동일한 레시피에 대한 설명에 주목했다.
토드 인 더 홀과 같은 요리는 1762년에 처음 인쇄물에 등장했는데, 이때는 "큰 푸딩에 구워진 작은 소고기 조각"의 "저속한" 이름으로 묘사되었다. 토드 인 더 홀은 원래 가난한 가정에서 고기를 늘리는 방법으로 만들어졌다. 따라서 요리사들은 이 요리에 가장 저렴한 고기를 사용할 것을 제안했다. 예를 들어, 1747년 해나 글라스의 요리 예술에는 소시지 대신 비둘기고기를 사용한 "구멍 속 비둘기" 레시피가 실려 있다.

### 19세기
1852년, 샤를 엘메 프란카텔리는 그의 저서 《노동 계급을 위한 평범한 요리책》에서 "6페니 또는 1실링" 상당의 "어떤 종류의 고기 조각"을 너트맥으로 양념한 요크셔 또는 수이트 푸딩 반죽에 구워 만든 "저렴한 저녁 식사"에 대해 썼다. 1861년의 《비튼 부인의 가사 관리 책》에는 두 가지 레시피가 실려 있다: 럼프 스테이크와 양 신장으로 만든 "가정적이지만 맛있는 요리", 그리고 신장, 굴 또는 버섯을 넣은 차가운 양고기로 만든 또 다른 요리. 1891년 펠레그리노 아르투시의 《부엌에서의 과학과 잘 먹는 기술》에서는 이 요리를 "leso rifatto all'inglese"(영국식으로 다시 조리된 고기) 또는 rospo nella tana라고 묘사했는데, 이는 "두꺼비가 굴 안에"로 오역되었다. 최초의 현대 이탈리아 요리책에 실린 이 레시피에서는 양념된 얇게 썬 고기를 갈색으로 구운 후 파르메산 치즈를 뿌려 반죽에 익혔다.

### 20세기
제1차 세계 대전 중에는 학동들이 점심 식사로 토드 인 더 홀을 자주 먹었다.

### 21세기
2017년 한 마케팅 조사에 따르면 영국인의 23%가 토드 인 더 홀을 한 번도 먹어본 적이 없는 것으로 나타났다. 21세기에는 토드 인 더 홀의 채식 및 비건 버전이 등장했다. 여기에는 린다 매카트니 푸드의 비건 소시지로 만든 비건 버전과 라빈더 보갈이 출판한 컬리플라워 치즈와 토드 인 더 홀을 결합한 채식 버전이 포함된다.

## 이름
남은 고기로 만든 요리는 원래 토드 인 더 홀이라고 불리지 않았다. 예를 들어 1787년 프랜시스 그로스의 저서 《지방 방언 사전》에서는 "구멍 속 두꺼비"를 "껍질에 삶은 고기"라고 언급했지만, 1765년 9월 28일 《뉴캐슬 크로니클》에는 "아니, 너는 세상의 평범한 쪽에 누워야 할 것이다; 악마의 저녁 식사를 위해 구워진 구멍 속 두꺼비처럼."이라고 쓰여 있다. 해나 글라스의 요리책에 나오는 구멍 속 비둘기를 제외하고 요리 이름에 "구멍"이라는 단어가 처음 등장한 것은 1900년 출판된 《노트 & 쿼리》로, 이 요리를 "가운데에 고기가 들어있는 반죽 푸딩"이라고 묘사했다. 대중적인 믿음에도 불구하고, 이 요리가 두꺼비로 만들어졌다는 기록은 없다.
이름의 유래는 불분명하지만, 두꺼비가 굴에서 머리를 내밀고 먹이를 기다리는 모습처럼 소시지가 반죽 사이로 튀어나오는 모습을 나타낼 수도 있다. 또한 18세기 후반에 유행했던 인기 있는 속임수/거짓 믿음인 살아있는 개구리나 두꺼비가 돌 속에 갇혀 발견되었다는 "살아있는 매장 동물" 현상에서 유래했을 수도 있다.
이 용어는 때때로 "구멍 속 계란"(빵 조각 구멍에 튀긴 계란)을 의미하는 데 사용되기도 한다.

## 같이 보기
- 콘도그
- 잉글랜드 요리
- 육류 요리 목록
- 소시지 요리 목록